# Gabrio Serbelloni, III duca di San Gabrio
Gabrio Serbelloni, III duca di San Gabrio (Milano, 28 novembre 1693 – Milano, 26 novembre 1774), è stato un militare, politico e nobile italiano.

## Biografia

### Infanzia

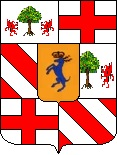
Stemma della famiglia Serbelloni

Nato a Milano il 28 novembre 1693, Gabrio era figlio di Giovanni Serbelloni, II duca di San Gabrio e di sua moglie, la nobildonna Maria Giulia Trotti Bentivoglio. Per parte di suo padre discendeva dai duchi di Urbino, mentre sua madre era discendente da Antonio Ferrer, il celebre cancelliere di Milano cantato da Alessandro Manzoni ne I promessi sposi.

### Carriera militare

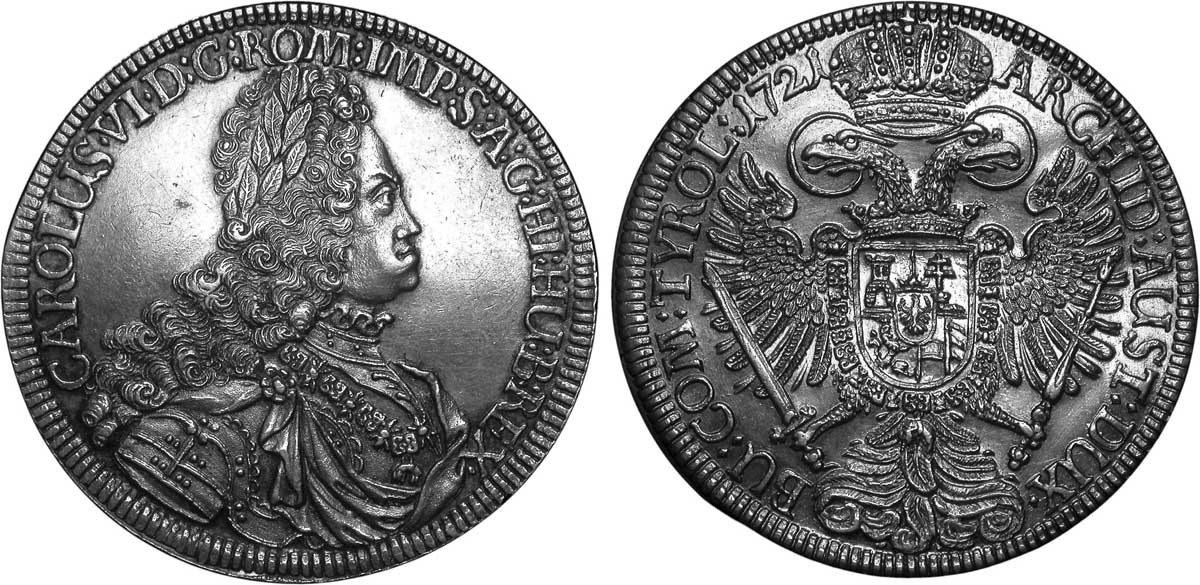
Carlo VI d'Asburgo, 1721

Come suo padre e suo nonno prima di lui, intraprese la carriera amministrativa nel ducato di Milano sotto la sovranità spagnola, divenendo membro del consiglio dei 60 decurioni e maestro di campo della milizia urbana della città di Milano.
Nel 1710, tramite dispaccio concesso dall'imperatore Carlo VI a Barcellona, ottenne il titolo di Grande di Spagna e la trasmissibilità del medesimo ai suoi eredi maschi primogeniti. Alla morte di suo padre nel 1732 gli succedette nei titoli di Duca di San Gabrio e Conte di Castiglione.

### Matrimonio

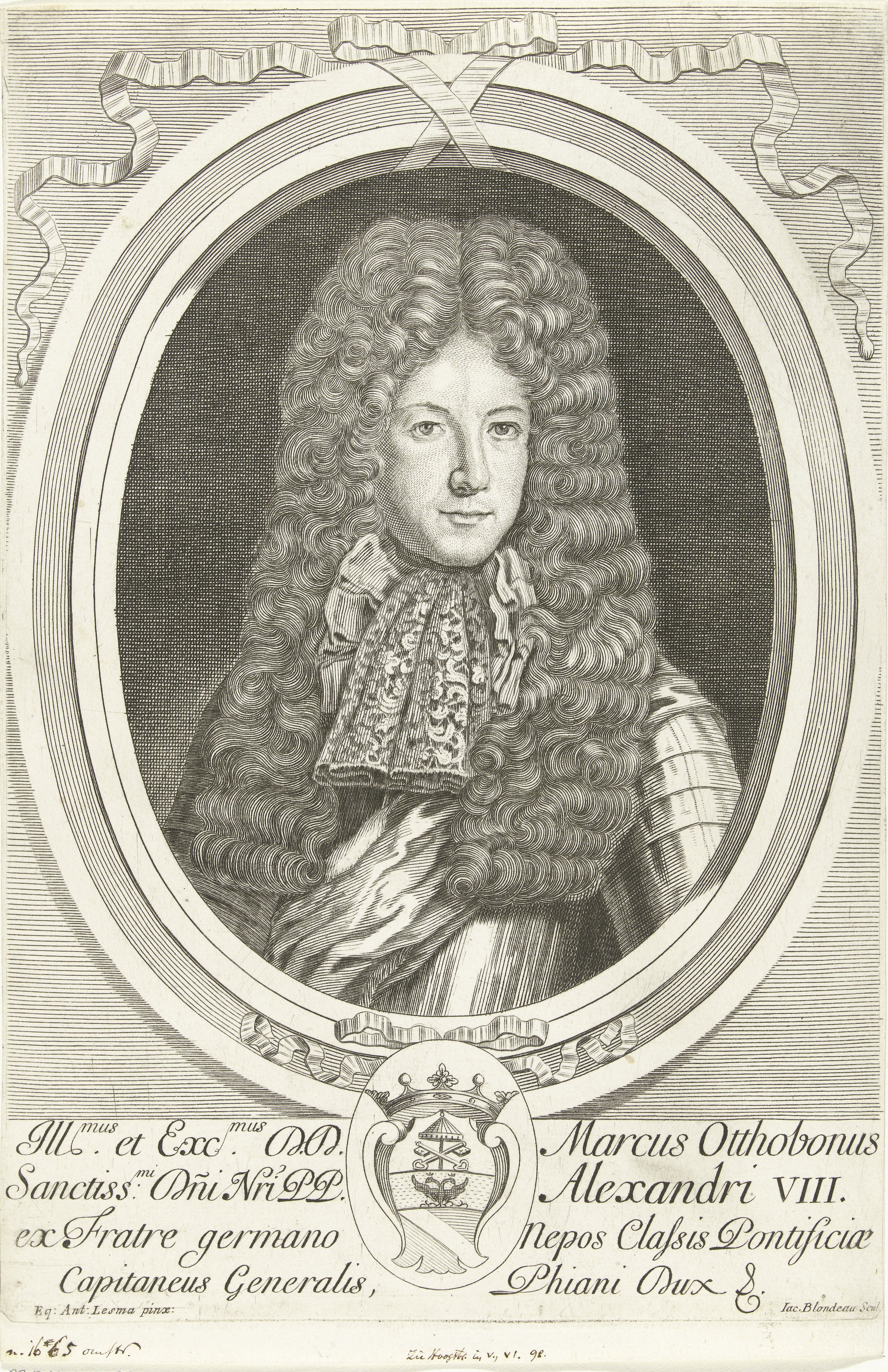
Il duca Marco Ottoboni, I duca di Fiano in una stampa d'epoca

Gabrio sposò a Roma nel 1741 la principessa Maria Vittoria Ottoboni, figlia di Marco Ottoboni, I duca di Fiano e di sua moglie, Giulia Boncompagni.

### Illuminismo

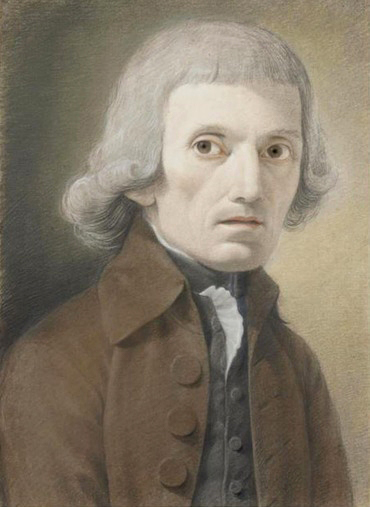
Giuseppe Parini in un pastello del 1793 di Giuseppe Mazzola

Distaccato dagli ambienti culturali della Milano illuminista, tuttavia la sua residenza milanese divenne sede di uno dei principali salotti culturali del XVIII secolo grazie alla figura della moglie Maria Vittoria Ottoboni, ospitando tra gli altri Carlo Goldoni e Pietro Verri (di cui Maria Vittoria divenne l'amante), assumendo dal 1753 come precettore per i suoi figli il poeta Giuseppe Parini sino a quando questi non si allontanò volontariamente dalla famiglia Serbelloni dopo uno screzio avuto proprio con la duchessa nel 1763. Il rapporto tra Gabrio e sua moglie, diviso innanzitutto da quasi trent'anni di differenza, si concluse poco dopo con una separazione de facto.

### Morte
Morì a Milano il 26 novembre 1774, due giorni prima del suo ottantunesimo compleanno.

## Discendenza
Gabrio e la nobildonna Maria Vittoria Ottoboni ebbero i seguenti figli:
- Maria Ippolita (1742-1757)
- Gian Galeazzo (1744-1802), IV duca di San Gabrio, sposò Teresa Castelbarco Visconti Simonetta
- Alessandro (1745-1826), V duca di San Gabrio, sposò Rosina von Sinzendorf
- Fabrizio (1746-1800), sposò Maria Carolina de Magnis
- Marco (1748-1835), sposò Matilda Bolognini Attendolo

## Ascendenza
|                                                         |                                                              |                                                     | Genitori                                                    |  |  | Nonni |  |  | Bisnonni                                     |  |  | Trisnonni                                            |  |
|                                                         |                                                              |                                                     |                                                             |  |  |       |  |  | Giovanni Serbelloni, II conte di Castiglione |  |  | Giovanni Battista Serbelloni, I conte di Castiglione |  |
|                                                         |                                                              |                                                     |                                                             |  |  |       |  |  | Giovanni Serbelloni, II conte di Castiglione |  |  | Giovanni Battista Serbelloni, I conte di Castiglione |  |
|                                                         |                                                              | Ottavia Balbi                                       |                                                             |  |  |       |  |  | Giovanni Serbelloni, II conte di Castiglione |  |  |                                                      |  |
| Gabrio Serbelloni, I duca di San Gabrio                 |                                                              |                                                     |                                                             |  |  |       |  |  | Giovanni Serbelloni, II conte di Castiglione |  |  |                                                      |  |
|                                                         |                                                              | Luigia de Marini                                    | Gian Girolamo de Marini, II marchese di Castelnuovo Scrivia |  |  |       |  |  |                                              |  |  |                                                      |  |
|                                                         |                                                              | Luigia de Marini                                    | Gian Girolamo de Marini, II marchese di Castelnuovo Scrivia |  |  |       |  |  |                                              |  |  |                                                      |  |
|                                                         |                                                              | Luigia de Marini                                    | Cecilia Grimaldi                                            |  |  |       |  |  |                                              |  |  |                                                      |  |
| Giovanni Serbelloni, II duca di San Gabrio              |                                                              | Luigia de Marini                                    |                                                             |  |  |       |  |  |                                              |  |  |                                                      |  |
|                                                         |                                                              | Ludovico Lante Montefeltro della Rovere             | Marcantonio Lante, marchese di San Lorenzo e Monteleone     |  |  |       |  |  |                                              |  |  |                                                      |  |
|                                                         |                                                              | Ludovico Lante Montefeltro della Rovere             | Marcantonio Lante, marchese di San Lorenzo e Monteleone     |  |  |       |  |  |                                              |  |  |                                                      |  |
|                                                         |                                                              | Ludovico Lante Montefeltro della Rovere             | Livia Montefeltro Della Rovere                              |  |  |       |  |  |                                              |  |  |                                                      |  |
| Livia Lante Montefeltro della Rovere                    |                                                              | Ludovico Lante Montefeltro della Rovere             |                                                             |  |  |       |  |  |                                              |  |  |                                                      |  |
|                                                         |                                                              | Olimpia Cesi                                        | Federico Cesi, II duca di Acquasparta                       |  |  |       |  |  |                                              |  |  |                                                      |  |
|                                                         |                                                              | Olimpia Cesi                                        | Federico Cesi, II duca di Acquasparta                       |  |  |       |  |  |                                              |  |  |                                                      |  |
|                                                         |                                                              | Olimpia Cesi                                        | Isabella Salviati                                           |  |  |       |  |  |                                              |  |  |                                                      |  |
| Fabrizio Serbelloni                                     |                                                              | Olimpia Cesi                                        |                                                             |  |  |       |  |  |                                              |  |  |                                                      |  |
|                                                         | Gian Galeazzo Trotti Bentivoglio, II conte di Casal Cermello | Luigi Trotti Bentivoglio, I conte di Casal Cermello |                                                             |  |  |       |  |  |                                              |  |  |                                                      |  |
|                                                         | Gian Galeazzo Trotti Bentivoglio, II conte di Casal Cermello | Luigi Trotti Bentivoglio, I conte di Casal Cermello |                                                             |  |  |       |  |  |                                              |  |  |                                                      |  |
|                                                         | Gian Galeazzo Trotti Bentivoglio, II conte di Casal Cermello | Cinzia Fara                                         |                                                             |  |  |       |  |  |                                              |  |  |                                                      |  |
| Antonio Trotti Bentivoglio, III conte di Casal Cermello | Gian Galeazzo Trotti Bentivoglio, II conte di Casal Cermello |                                                     |                                                             |  |  |       |  |  |                                              |  |  |                                                      |  |
|                                                         |                                                              | Paola Cuttica                                       | Lorenzo Cuttica                                             |  |  |       |  |  |                                              |  |  |                                                      |  |
|                                                         |                                                              | Paola Cuttica                                       | Lorenzo Cuttica                                             |  |  |       |  |  |                                              |  |  |                                                      |  |
|                                                         |                                                              | Paola Cuttica                                       | …                                                           |  |  |       |  |  |                                              |  |  |                                                      |  |
| Maria Giulia Trotti Bentivoglio                         |                                                              | Paola Cuttica                                       |                                                             |  |  |       |  |  |                                              |  |  |                                                      |  |
|                                                         |                                                              | Agostino Litta, III marchese di Gambolò             | Pompeo Litta, II marchese di Gambolò                        |  |  |       |  |  |                                              |  |  |                                                      |  |
|                                                         |                                                              | Agostino Litta, III marchese di Gambolò             | Pompeo Litta, II marchese di Gambolò                        |  |  |       |  |  |                                              |  |  |                                                      |  |
|                                                         |                                                              | Agostino Litta, III marchese di Gambolò             | Lucia Cusani                                                |  |  |       |  |  |                                              |  |  |                                                      |  |
| Costanza Litta                                          |                                                              | Agostino Litta, III marchese di Gambolò             |                                                             |  |  |       |  |  |                                              |  |  |                                                      |  |
|                                                         |                                                              | Maria Ferrer                                        | Antonio Ferrer                                              |  |  |       |  |  |                                              |  |  |                                                      |  |
|                                                         |                                                              | Maria Ferrer                                        | Antonio Ferrer                                              |  |  |       |  |  |                                              |  |  |                                                      |  |
|                                                         |                                                              | Maria Ferrer                                        | Cridonia Marina Gualtieri                                   |  |  |       |  |  |                                              |  |  |                                                      |  |
|                                                         |                                                              | Maria Ferrer                                        |                                                             |  |  |       |  |  |                                              |  |  |                                                      |  |